# 1723 Klemola
1723 Klemola (1936 FX) là một tiểu hành tinh vành đai chính được phát hiện ngày 18 tháng 3 năm 1936 bởi Y. Vaisala ở Turku.